# جيمس فرنسيس ميلر
جيمس فرنسيس ميلر (بالإنجليزية: James Francis Miller)‏ هو محامي وسياسي أمريكي، ولد في 1 أغسطس 1830، وتوفي في 3 يوليو 1902 في غونزاليس في الولايات المتحدة. حزبياً، نشط في الحزب الديمقراطي. وقد انتخب عضو مجلس النواب الأمريكي.